# 瓦磘崇靈祠
24°00′42″N 120°28′28″E / 24.011669°N 120.474376°E
瓦磘崇靈祠，是位於臺灣彰化縣埔鹽鄉瓦磘村的百姓公廟，為當地的信仰中心，先後因開闢員林大排、台76線而遷移。

## 沿革
此廟建於清治時期，原位在廍子村，日治時代開鑿員林大排，原址被畫為溝地，因而遷到瓦磘村。
1997年4月，縣府公告徵收此祠與隔岸的福興鄉外中村的祈善堂，補償價分別是八十萬、八百萬。瓦磘村民以崇靈祠供奉的無主骨骸多達萬具為由，除拒領外，也不讓施工單位拆除百姓公廟。埔鹽公所在同年5月24日表示，兩座百姓公廟的面積與周邊設備相差很大，補償費自然有差距。
2000年7月10日，埔鹽鄉長陳根塗接受訪問，內容談及崇靈祠因台76線闢建而面臨拆除，居民本來購買水利地作遷移，但後來水利會以保持土地完整性、擔心其他土地賣不出去而反悔，導致道路工程延宕。同年7月12日的協商，擬出兩個購地方案，由彰化縣府補助經費購買五分地的水利地，或由水利會出售五分地中的部分土地。至同年9月11日，用地解決，原先是縣府以新台幣五百七十多萬元增購四點五分地，後改為以二百萬元買其中一點五分地作為遷祠用地。經鄉公所、縣議員楊福地爭取後，以瓦磘村公墓旁為新廟址。2000年10月15日在新址破土，次月15日在瓦磘村天清宮舉行工程發包。
原處廟地有一株被榕樹包圍的檳榔樹，陳金榜等居民擔心此奇特樹木將因而消失，力主維護，由崇靈祠重建委員會總幹事施宗志答應一併移植。2001年9月11日，新祠落成啟用，總花費三百多萬元，信徒除了陳列上千桌的供品外，並且請人演歌仔戲慶祝。

## 祭祀

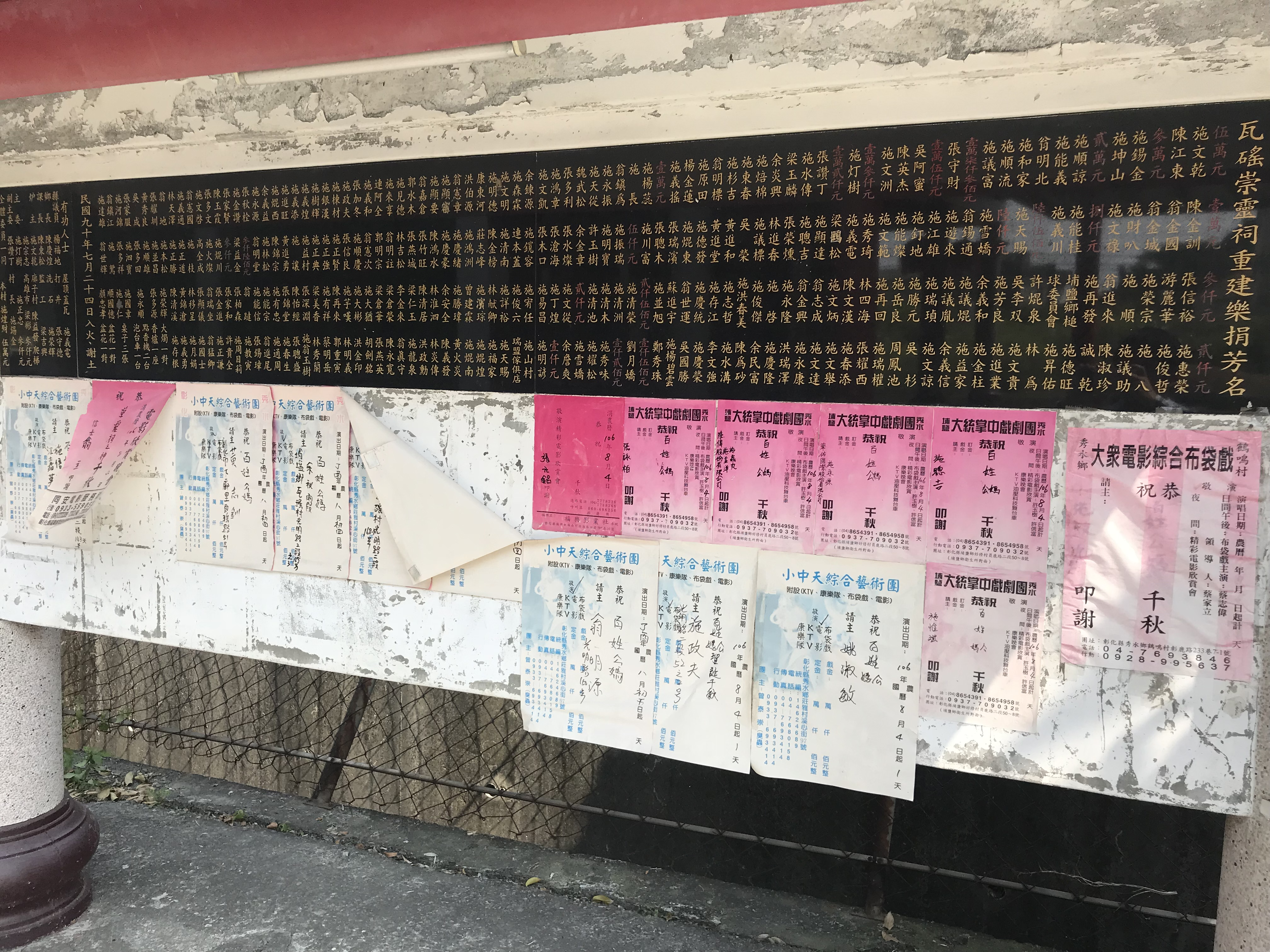
有多張酬神戲的告示。

埔鹽鄉公所民政課長陳東松表示，百姓公廟少被作為聚落信仰中心，而瓦磘村一帶居民以崇靈祠為信仰中心，年年舉行大拜拜。信徒施文祿則說，多年來居民認為此祠非常靈驗，因此成為信仰中心，每年農曆八月初四都會舉行祭祀。